# Aspidoras psammatides
Aspidoras psammatides är en fiskart som beskrevs 2005 av de brasilianska iktyologerna Marcelo R. Britto, Flávio de Lima och Alexandre Santos. Den ingår i släktet Aspidoras och familjen pansarmalar (Callichthyidae). Holotypen infångades 1999 och finns bevarad i samlingarna vid Museu Nacional da Universidade Federal do Rio de Janeiro. Just det specifika exemplaret mäter 25,7 mm i så kallad "standardlängd" (SL) för vetenskaplig mätning av fisk, det vill säga kroppens totala längd exklusive stjärtfenan. Totallängden för vuxna exemplar överstiger inte 40 mm. Inga underarter finns listade.

## Utbredning
Arten förekommer endast i Brasiliens inland i de norra bifloderna till Rio Paraguaçu i den brasilianska delstaten Tocantins. (Ej att förväxla med Rio Paraguaçu i delstaten Bahia öster om Tocantins, vid Atlantkusten.)